# Gumia
Gumia là một thị trấn thống kê (census town) của quận Bokaro thuộc bang Jharkhand, Ấn Độ.

## Địa lý
Gumia có vị trí 23°47′B 85°49′Đ / 23,78°B 85,82°Đ Nó có độ cao trung bình là 238 mét (780 feet).

## Nhân khẩu
Theo điều tra dân số năm 2001 của Ấn Độ, Gumia có dân số 45.532 người. Phái nam chiếm 53% tổng số dân và phái nữ chiếm 47%. Gumia có tỷ lệ 64% biết đọc biết viết, cao hơn tỷ lệ trung bình toàn quốc là 59,5%: tỷ lệ cho phái nam là 74%, và tỷ lệ cho phái nữ là 52%. Tại Gumia, 14% dân số nhỏ hơn 6 tuổi.